# Habenaria keayi
Espèce
Synonymes
- Pseudohemipilia keayi (Summerh.) Szlach.[1]

Habenaria keayi Summerh. est une espèce de plantes de la famille des Orchidaceae et du genre Habenaria, présente principalement au Cameroun, également au Nigeria.

## Étymologie
Son épithète spécifique keayi rend hommage au botaniste britannique Ronald William John Keay, spécialiste de la flore tropicale.

## Description
Habenaria keayi est une plante dont la tige mesure entre 40 et 131 cm avec une feuille basale en forme de cœur et les fleurs sont poilues, vertes et assez longues.

## Utilisation culinaire
Les tubercules de Habenaria keayi sont utilisés dans la fabrication du « pain de terre » qui est un plat typique des Bagam.

### Récolte
La récolte des Habenaria keayi est réservée aux femmes et aux enfants qui doivent aller les cueillir dans la brousse. La récolte de ces plantes commence dans la deuxième partie de la saison des pluies et se termine quand l'herbe devient trop haute. Seuls les tubercules sont récoltés et la plante est laissée à l'abandon.

### Préparation du pain de terre
Le pain de terre se fait à partir des tubercules de Habenaria keayi et de Habenaria zambesina. Les tubercules sont lavés, puis écrasés sur une pierre. Ils sont ensuite mélangés à un autre composant végétal et malaxés jusqu'à obtention d'une pâte. Cette pâte est étalée sur des feuilles de bananiers flambées et ces paquets sont cuits à la vapeur pendant 45 minutes. Ce pain de terre peut être vendu et être une source de revenus importante.